# Кріс Нілан
Крістофер Джон Нілан (англ. Christopher John Nilan; 9 лютого 1958, м. Бостон, США) — американський хокеїст, правий нападник.
Виступав за Північно-Східний університет (NCAA), «Монреаль Канадієнс», «Нью-Йорк Рейнджерс», «Бостон Брюїнс».
В чемпіонатах НХЛ — 688 матчів (110+115), у турнірах Кубка Стенлі — 111 матчів (8+9).
У складі національної збірної США учасник Кубка Канади 1987 (5 матчів, 2+0)
Досягнення
- Володар Кубка Стенлі (1986)
- Учасник матчу всіх зірок НХЛ (1991*)

* Не грав через травму
Тренерська кар'єра
- Асистент головного тренера «Нью-Джерсі Девілс» (1995–96, НХЛ).